# Raquel Daina
Raquel Daina Delos (Madrid, 27 de junio de 1929-Ibidem, 5 de mayo de 2018) fue una actriz, vedette y empresaria de teatro española.

## Biografía
Pertenecía a una familia artística, su padre era Fernando Daina, actor de teatro, tenía varias tías en la profesión, Carmen y Natalia y su hermana fue la conocida vedette Irene Daina. Era prima de Queta Claver.
Se conoce que debutó en la compañía de Salvador Videgain García, durante la española se encontraba en ella en el teatro Pavón de Madrid y luego pasó al teatro Ideal. De esta etapa son los reprises de infinidad de zarzuelas y algunos de sus primeros estrenos. En los últimos años realizó alguna intervención en filmes como Juana la Loca... de vez en cuando (1983).

### De la Zarzuela a la Revista
Los comienzos en la compañía del teatro Pavón y el Teatro Ideal de Madrid durante la contienda, la hacen ser una actriz polivalente y de grandes cualidades, como se observa en esta etapa de zarzuela, reponiéndose títulos como La del manojo de rosas, Serafín el pinturero, Los claveles o La tempranica. También el paso a la revista lo hace con la dirección de Salvador Videgain, en el estreno de La flauta de Bartolo de Enrique Povedano, 1939 en el Teatro Maravillas de Madrid. Entre 1945 y 1946 en la compañía de Antonio Paso Díaz actúa en el teatro de la Zarzuela con obras como El hombre que las enloquece, ¡Tabú!, Una mujer imposible, Buscando un millonario música de Daniel Montorio y Los últimos días de Mendo. En 1947 intervino en Historia de dos mujeres de José Muñoz Román en el teatro Martín y junto a Rafael Cervera Royo y Lepe.

### Etapa de prestigio
Es empresaria a partir de los años cincuenta con su propia compañía de revista en diversas temporadas hasta los años ochenta, dependiendo de los proyectos, aunque acepta ofertas como vedette o primera actriz de otras compañías. La mayoría de las estancias de su compañía se harán en Levante y Barcelona, ciudad donde se hizo muy querida y admirada y donde vivía por entonces.

### El final de su carrera
Su carrera de vedette entra en declive con la edad y se le empieza a relegar por los empresarios de la época de los años ochenta. Debido a sus exigencias surgirán varias desavenencias con la prensa; pero siempre se la recuerda en sus actuaciones en los teatros del Paralelo como el teatro Apolo y el teatro Victoria de Barcelona.Deja para acabar algunos trabajos televisivos para TVE.

## Discografía
- Me llaman la presumida (Blue Moon serie lírica).
- Robame esta noche (Blue Moon serie lírica).
- Doña Mariquita de mi corazón (Sonifolk).
- Historia de dos mujeres (Sonifolk).